# Список голонасінних Європи
Список видів голонасінних рослин, записаних на території Європи містить перелік із 41 виду згідно з МСОП. У список не включені види, які проживають на території Азербайджану, Вірменії, Грузії, Казахстану, азійської частини Росії, азійської частини Туреччини. Натомість включені види голонасінних Кіпру, Канарських островів, Азорських островів, архіпелагу Мадейра. Ґренландська автономія, на території якої росте єдиний вид голонасінних (ялівець звичайний) теж наведена в списку.

## Природоохоронні статуси
Із 41 зазначеного в таблиці виду, 1 перебуває під критичною загрозою зникнення, 3 — під загрозою зникнення, 2 — уразливі, 2 — близькі до загрозливого стану.
Наступні теги використовуються для виділення охоронного статусу кожного виду за оцінками МСОП:
| CR | Critically Endangered | Види на межі зникнення              |
| EN | Endangered            | Види під загрозою вимирання         |
| VU | Vulnerable            | Уразливі види                       |
| NT | Near Threatened       | Види, близькі до загрозливого стану |
| LC | Least Concern         | Найменший ризик                     |

## Список
| Українська назва          | Латинська назва        | Автор таксона   | Статус МСОП | Країни проживання | Зображення |
| Клас: Gnetopsida          |                        |                 |             | |            |
| Ряд: Ephedrales           |                        |                 |             | |            |
| Родина: Ephedraceae       |                        |                 |             | |            |
|                           | Ephedra altissima      | Desf.           | LC          | Іспанія (Канарські о-ви) |            |
|                           | Ephedra aphylla        | Forssk.         | LC          | Кіпр |            |
| Ефедра двоколоса          | Ephedra distachya      | L.              | LC          | Албанія; Австрія; Боснія і Герцеговина; Болгарія; Хорватія; Чехія; Франція; Греція; Угорщина; Італія; Чорногорія; Румунія; Росія Федерація; Сан-Марино; Сербія; Словаччина; Словенія; Іспанія; Швейцарія; Туреччина; Україна |            |
|                           | Ephedra foeminea       | Forssk.         | LC          | Албанія; Болгарія; Кіпр, Греція; Італія; Туреччина |            |
|                           | Ephedra fragilis       | Desf.           | LC          | Італія; Португалія; Іспанія |            |
|                           | Ephedra major          | Host            | LC          | Албанія; Боснія і Герцеговина; Кіпр; Франція; Греція; Італія; Іспанія; Туреччина |            |
| Клас: Pinopsida           |                        |                 |             | |            |
| Ряд: Pinales              |                        |                 |             | |            |
| Родина: Cupressaceae      |                        |                 |             | |            |
| Кипарис вічнозелений      | Cupressus sempervirens | L.              | LC          | |            |
| Ялівець азорський         | Juniperus brevifolia   | (Seub.) Antoine | VU          | Португалія (Азорські острови) |            |
| Ялівець канарський        | Juniperus cedrus       | Webb & Berthel. | EN          | Португалія (Мадейра); Іспанія (Канарські о-ви). |            |
| Ялівець звичайний         | Juniperus communis     | L.              | LC          | Албанія; Андорра; Австрія; Бельгія; Болгарія; Кіпр; Чехія; Данія; Естонія; Фарерські острови; Фінляндія; Франція (Корсика); Німеччина; Гібралтар; Греція (Крит); Гренландія; Угорщина; Ісландія; Ірландія; Італія (Сардинія); Латвія; Мальта; Молдова; Монако; Чорногорія; Нідерланди; Норвегія; Польща; Португалія; Румунія; Росія Федерація; Сан-Марино; Сербія (Сербія); Іспанія (Балеарські острови); Швеція; Швейцарія; Туреччина; Україна; Велика Британія                            |            |
| Ялівець сирійський        | Juniperus drupacea     | Labill.         | LC          | Греція; Туреччина |            |
| Ялівець високий           | Juniperus excelsa      | M.-Bieb.        | LC          | Албанія; Болгарія; Греція; Македонія; Туреччина; Україна |            |
| Яловець смердючий         | Juniperus foetidissima | Willd.          | LC          | Албанія; Кіпр; Греція, Македонія; Росія Федерація; Туреччина; Україна (Крим) |            |
| Ялівець колючий           | Juniperus oxycedrus    | L.              | LC          | Албанія; Андорра; Боснія і Герцеговина; Болгарія; Кіпр; Франція (Корсика); Гібралтар; Греція (О-ви Сходу Егейського моря, Крит); Італія (Сардинія, Сицилія); Македонія; Мальта; Монако; Чорногорія; Португалія; Румунія; Сербія; Іспанія (Балеарські острови); Туреччина; Україна (Крим) |            |
| Ялівець фінікійський      | Juniperus phoenicea    | L.              | LC          | Андорра, Франція, Італія, Іспанія |            |
| Ялівець козацький         | Juniperus sabina       | L.              | LC          | Албанія; Австрія; Болгарія; Чехія; Франція; Німеччина; Греція (Крит); Італія (Сицилія); Чорногорія; Польща; Португалія; Румунія; Росія Федерація; Сербія; Іспанія; Швейцарія; Туреччина; Україна |            |
| Ялівець іспанський        | Juniperus thurifera    | L.              | LC          | Франція; Іспанія |            |
|                           | Juniperus turbinata    | Guss.           | NT          | Франція (у т. ч. Корсика), Греція, Італія (у т. ч. Сардинія, Сицилія), Португалія, Іспанія (у т. ч. Балеарські острови, Канарські острови) |            |
| Тетраклініс зчленований   | Tetraclinis articulata | (Vahl) Mast.    | LC          | Мальта; Іспанія |            |
| Родина: Pinaceae          |                        |                 |             | |            |
| Ялиця біла                | Abies alba             | Mill.           | LC          | Албанія; Андорра; Австрія; Болгарія; Хорватія; Чехія; Франція; Німеччина; Греція; Угорщина; Італія; Македонія; Чорногорія; Польща; Румунія; Сербія; Словаччина; Словенія; Іспанія; Швейцарія; Україна |            |
| Ялиця грецька             | Abies cephalonica      | Loudon          | LC          | Греція |            |
| Ялиця сицилійська         | Abies nebrodensis      | (Lojac.) Mattei | CR          | Італія (Сицилія) |            |
| Ялиця Нордмана            | Abies nordmanniana     | (Steven) Spach  | LC          | Російська Федерація; Туреччина |            |
| Ялиця іспанська           | Abies pinsapo          | Boiss.          | EN          | Іспанія |            |
| Кедр ліванський           | Cedrus libani          | A.Rich.         | VU          | Кіпр; Туреччина |            |
| Модрина європейська       | Larix decidua          | Mill.           | LC          | Австрія; Чехія; Франція; Німеччина; Італія; Ліхтенштейн; Польща; Румунія; Словенія; Швейцарія; Україна |            |
| Ялина європейська         | Picea abies            | (L.) H.Karst.   | LC          | Албанія; Австрія; Болгарія; Чехія; Фінляндія; Франція; Німеччина; Греція; Угорщина; Італія; Чорногорія; Норвегія; Польща; Румунія; Росія Федерація; Сербія; Швеція; Швейцарія; Туреччина; Україна |            |
| Оморика                   | Picea omorika          | (Pančić) Purk.  | EN          | Боснія і Герцеговина; Сербія |            |
|                           | Pinus brutia           | Ten.            | LC          | Кіпр; Греція (О-ви сходу Егейського моря, Крит); Туреччина; Україна (Крим) |            |
| Сосна канарська           | Pinus canariensis      | C.Sm.           | LC          | Іспанія (Канари). |            |
| Сосна кедрова європейська | Pinus cembra           | L.              | LC          | Австрія; Чехія; Франція; Німеччина; Італія; Польща; Румунія; Швейцарія; Україна |            |
| Сосна алепська            | Pinus halepensis       | Mill.           | LC          | Албанія; Франція (Корсика); Греція; Італія (Сицилія); Мальта; Монако; Чорногорія; Іспанія (Балеарські острови) |            |
| Сосна Хельдрайха          | Pinus heldreichii      | H.Christ        | LC          | Албанія; Болгарія; Греція; Італія; Чорногорія; Сербія |            |
| Сосна гірська             | Pinus mugo             | Turra           | LC          | Албанія; Австрія; Боснія і Герцеговина; Болгарія; Хорватія; Чехія; Франція; Німеччина; Італія; Македонія; Чорногорія; Польща; Румунія; Сербія; Словаччина; Словенія; Швейцарія; Україна |            |
| Сосна чорна європейська   | Pinus nigra            | J.F.Arnold      | LC          | Албанія; Алжир; Андорра; Австрія; Боснія і Герцеговина; Болгарія; Хорватія; Кіпр; Франція (Корсика); Греція (О-ви сходу Егейського моря, Крит); Італія (Сицилія); Македонія; Чорногорія; Марокко; Румунія; Росія Федерація; Сербія; Словаччина; Словенія; Іспанія; Туреччина; Україна (Крим) |            |
| Сосна румелійська         | Pinus peuce            | Griseb.         | NT          | Албанія; Болгарія; Греція; Чорногорія; Сербія |            |
| Сосна приморська          | Pinus pinaster         | Aiton           | LC          | Франція (Корсика); Гібралтар; Італія (Сардинія, Сицилія); Монако; Португалія; Іспанія (Балеарські острови) |            |
| Сосна італійська          | Pinus pinea            | L.              | LC          | Франція (Корсика); Італія; Португалія; Іспанія (Балеарські острови) |            |
| Сосна звичайна            | Pinus sylvestris       | L.              | LC          | Албанія; Австрія; Болгарія; Чехія; Естонія; Фінляндія; Франція; Німеччина; Греція; Угорщина; Італія; Латвія; Молдова; Чорногорія; Норвегія; Польща; Румунія; Росія Федерація; Сербія; Іспанія; Швеція; Швейцарія; Туреччина; Україна; Велика Британія |            |
| Сосна гачкувата           | Pinus uncinata         | Ramond ex DC.   | LC          | Франція; Німеччина; Іспанія |            |
| Родина: Taxaceae          |                        |                 |             | |            |
| Тис ягідний               | Taxus baccata          | L.              | LC          | Албанія; Андорра; Австрія; Бельгія; Болгарія; Чехія; Данія; Естонія; Фінляндія; Франція (Корсика); Німеччина; Гібралтар; Греція (Крит); Гернсі; Угорщина; Ірландія; Острів Мен; Італія (Сардинія, Сицилія); Джерсі; Латвія; Ліхтенштейн; Люксембург; Мальта; Молдова; Монако; Чорногорія; Нідерланди; Норвегія; Польща; Португалія (Азорські острови); Румунія; Росія Федерація; Сербія; Іспанія (Балеарські острови); Швеція; Швейцарія; Туреччина (європейська); Україна; Велика Британія |            |